# Mercedes-Benz O405
Mercedes-Benz O405 — серия одноэтажных пассажирских автобусов по спецификации VöV-Standard-Bus, производившаяся Mercedes-Benz с середины 1980-х по начало 2000-х годов и имевшая большой успех. Она сменила серию Mercedes-Benz O305 и широко использовалась в Европе, Австралии и Сингапуре.

## Высокопольная версия
Стандартная высокопольная модель именовалась O 405 . 
Также производились сочленённая версия особо большой вместимости, известная как O 405 G (буква G в названии модели соответствует немецкому слову Gelenkbus «сочленённый автобус»), и пригородная версия, известная как O 407. . 
Существовало два поколения серии O405, под именами O405 MkI и O405 MkII.

### O 405 MkI
O 405 MkI производились в период с середины 80-х по начало 90-х годов. В них устанавливался двигатель без наддува Mercedes Benz OM447h мощностью в 157 кВт (210 л. с.) либо 184 кВт (250 л. с.), также была возможна опциональная установка двигателя без наддува на природном газе, модели M447hG мощностью 150 кВт (205 л. с.). С данными двигателями обычно использовалась трансмиссия Mercedes-Benz W3E110/2.2R или Mercedes-Benz W3E112/2.2R (первая лучше справлялась с более мощным 250-сильным двигателем); впрочем, иногда устанавливались и другие КПП, например ZF 5HP 500 или Allison B300R.

### O 405 MkII
O 405 MkII производился с начала по конец 90-х, а в некоторых странах - даже в начале 2000-х, будучи весьма успешным среди многих операторов по всему миру. На него устанавливался двигатель Mercedes-Benz OM447hA с турбонаддувом, мощностью 184 кВт (250 л. с.). Впрочем, некоторые модели комплектовались и (OM447h-II) без наддува, а также (OM447hLA) с турбонаддувом и промежуточным охлаждением. КПП обычно устанавливалась ZF 4HP 500 либо 5HP 500, либо Voith D864.3.
С 1994 года производились O 405, укомплектованные двигателем M447hG, соответствующим экологическим нормам Euro II мощностью 175 кВт (238 л. с.) и работавшим на природном газе.

## Низкопольная версия
Низкопольная версия O 405 была известна как O 405 N (или O 405 GN для сочленённых версий). Буква N в названии модели соответствует немецкому Niederflurbus «низкопольный автобус». Позже была разработана и более продвинутая модель - O 405 N² / O 405 N2 (или O 405 GN² / O 405 GN2 для сочленённых версий). В O 405 (G)N отсутствуют ступеньки на входе в переднюю секцию (на входе в заднюю секцию есть одна ступенька), но сиденья установлены на возвышениях. В модели (G)N2 эта проблема была решена. Эти автобусы обычно комплектовались трансмиссиями ZF, но встречались варианты и с Voith.

## Версия с переменным уровнем пола O 405 NH
Версия с переменным уровнем пола O 405 NH производилась фирмой EvoBus для рынка Австралии. Её популярность среди государственных и частных перевозчиков можно считать частью популярности серии Mercedes-Benz O 405 MkII, которую она заменила.
Эта версия являлась комбинацией задней части от модели O 405 MkII и передних частей от O 405 N² / O 405 N2. Из-за разницы в уровне пола в передней и задней части автобуса, между ними за центральной дверью присутствовала ступенька. Ввиду горизонтального расположения двигателя места для задней двери не было. Эта концепция стала очень популярной в Европе: например, она использовалась в автобусах Mercedes-Benz Citaro LE. Модель O 405 NH дважды завоёвывала награду Автобус года в Австралии.

## Производство в России
В России автобусы O 405 и O 405 G второго поколения производились по лицензии Голицынским автобусным заводом под маркой «Россиянин» и именовались ГолАЗ АКА-5225 и ГолАЗ АКА-6226 соответственно. От оригинальной модели они отличались в основном упрощённым салоном и применением не относящихся к технической части автобуса некоторых российских комплектующих.
После завершения производства, с использованием кузова автобуса на шасси грузовика ЗиЛ-534332, была создана новая модель ГолАЗ-4242, которая выпускалась в 1999—2002 годах.

## Преемник
Поколение Mercedes-Benz O 405 / O 405 N было замещено серией Citaro, а O 405 NH сменил OC50